# ビューティープライド〜美しきメイクの戦い〜
『ビューティープライド〜美しきメイクの戦い〜』（ビューティープライド〜うつくしきメイクのたたかい〜）は、日本テレビで放送されているバラエティ番組である。

## 出演者
MC
- 徳井義実（チュートリアル第1回・第2回）
- 指原莉乃（第3回）

進行
- 岩田絵里奈（日本テレビアナウンサー第1回・第2回）
- 中島芽生（日本テレビアナウンサー第3回）

## 放送リスト
| 放送回数 | 放送日                  | 時間          | ゲスト | 備考                               |
| -------- | ----------------------- | ------------- | ------ | ---------------------------------- |
| 1        | 2019年4月13日（土曜日） | 13:30 - 14:00 |        | サタデーネクスト枠                 |
| 2        | 2019年9月15日（日曜日） | 13:15 - 14:15 |        | サンバリュ枠                       |
| 3        | 2020年1月6日（月曜日）  | 23:59 - 0:54  |        | 初の全国ネット・プラチナイト月曜枠 |

## スタッフ
第3回目放送分
- 企画・演出：岩本雅直、吉田直也
- ナレーター：桐本拓哉
- 構成：渡辺佑欣、カツオ
- 美術プロデューサー：大川明子
- 美術デザイン：北原龍一
- CGデザイン：平池勇太
- 技術協力：ヌーベルバーグ、ジーリンクスタジオ、NiTRo
- TM：新名大作
- SW：渡辺滋雄
- CAM：西阪康史
- MIX：寺田恭子
- VE：塩原和益
- 照明：井口弘一郎
- 編集：松崎行芳
- MA：坪井翔太
- 音効：高津浩史
- TK：田中彩
- 編成：前田直彦、武末大作
- AP：関直輝
- デスク：府川麻衣子
- AD：江崎恵玲奈、滝澤果子、三浦茜
- ディレクター：足立原円香、内藤恵子、松原綾子、松田由紀子
- プロデューサー：笹部智大、坂井康世、鈴木貴也
- チーフプロデューサー：道坂忠久
- 制作協力：SION
- 製作著作：日本テレビ